# Lyssa toxopeusi
Lyssa toxopeusi is een vlinder uit de familie van de uraniavlinders (Uraniidae). De wetenschappelijke naam van de soort is voor het eerst geldig gepubliceerd in 1953 door Regteren Altena.